# Camponotus impressus
Camponotus impressus är en myrart som först beskrevs av Julius Roger 1863.  Camponotus impressus ingår i släktet hästmyror, och familjen myror. Inga underarter finns listade.

## Bildgalleri

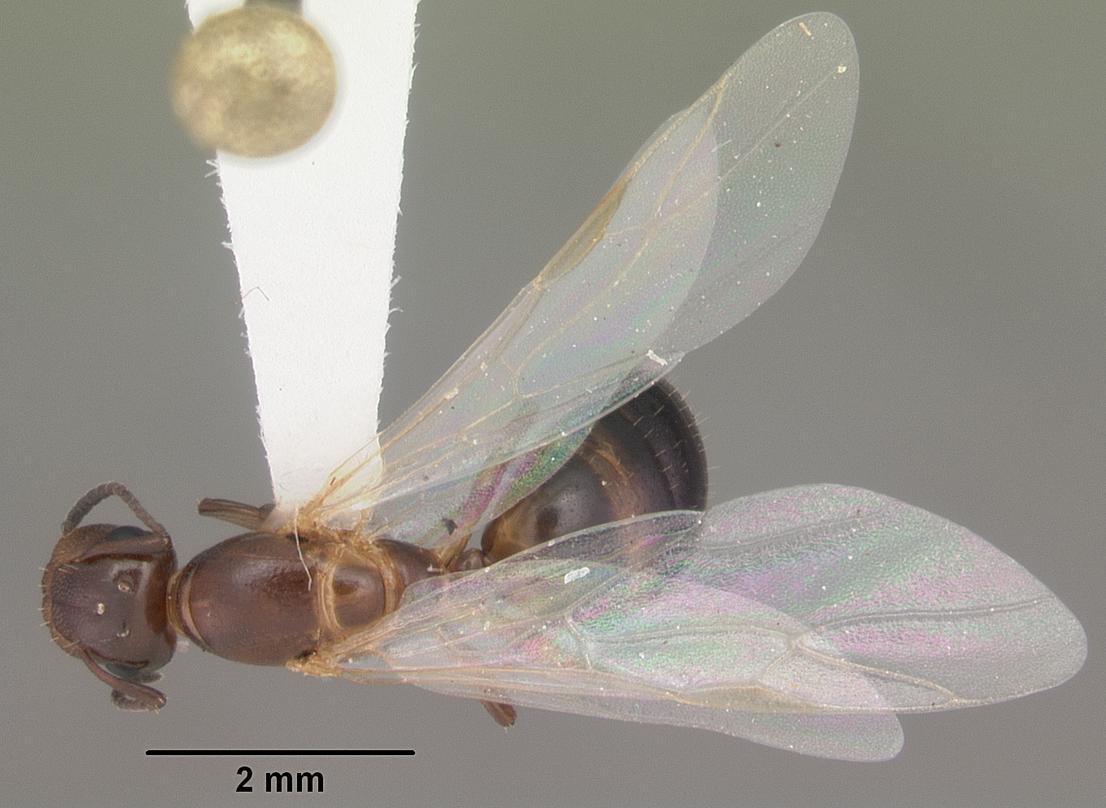
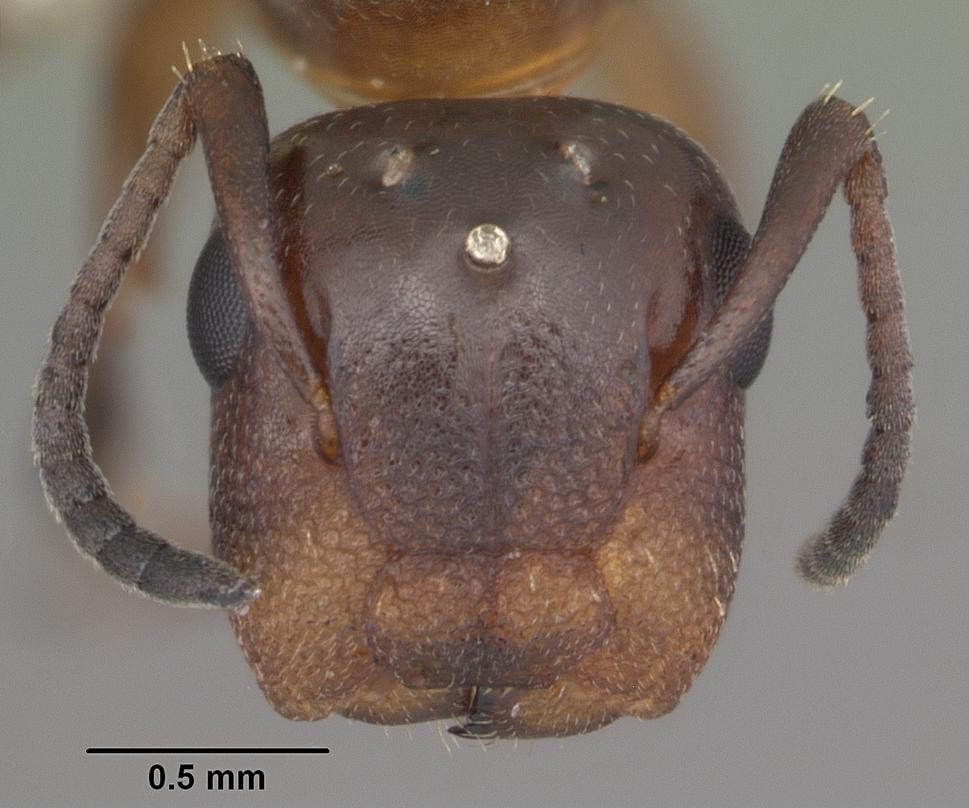
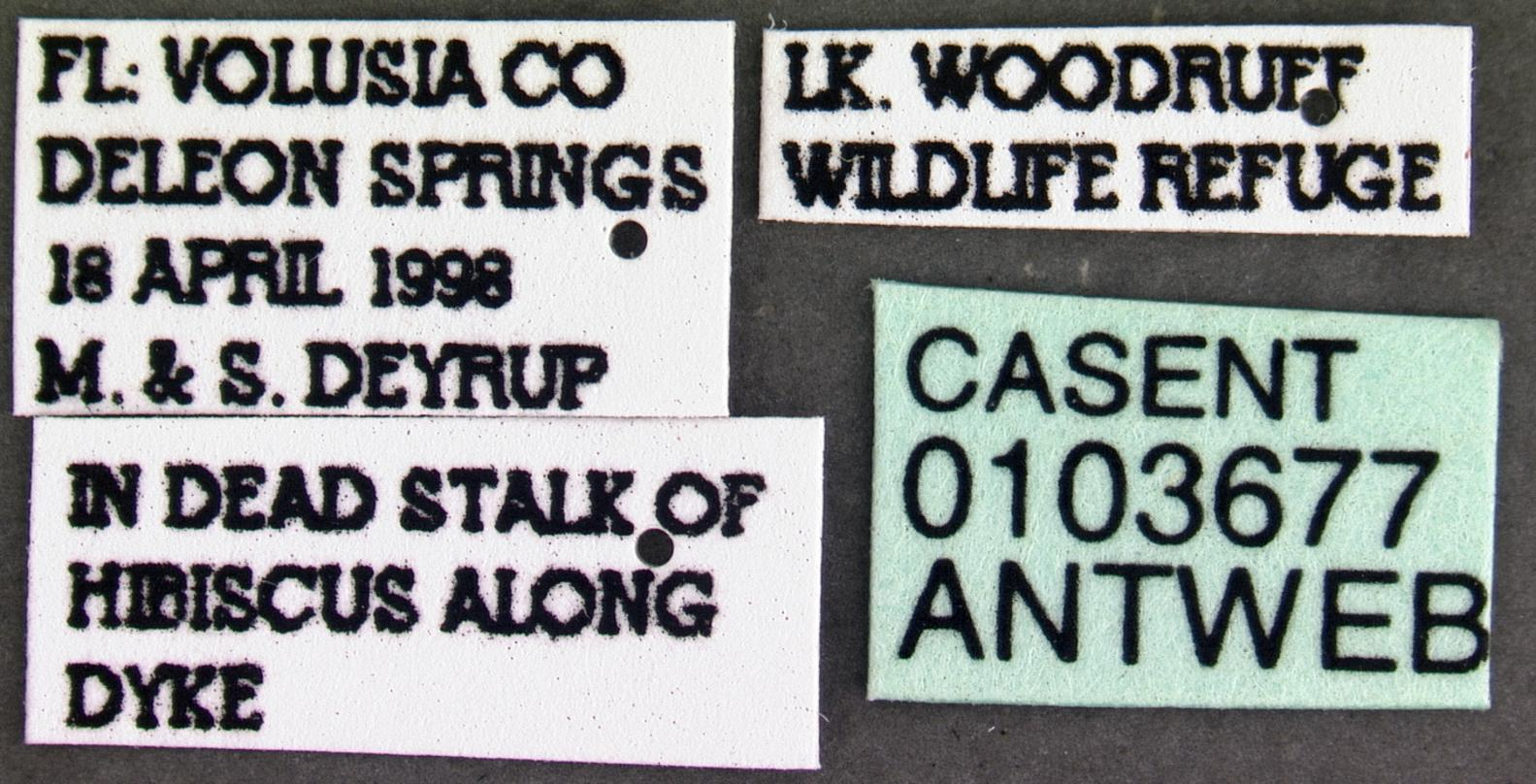
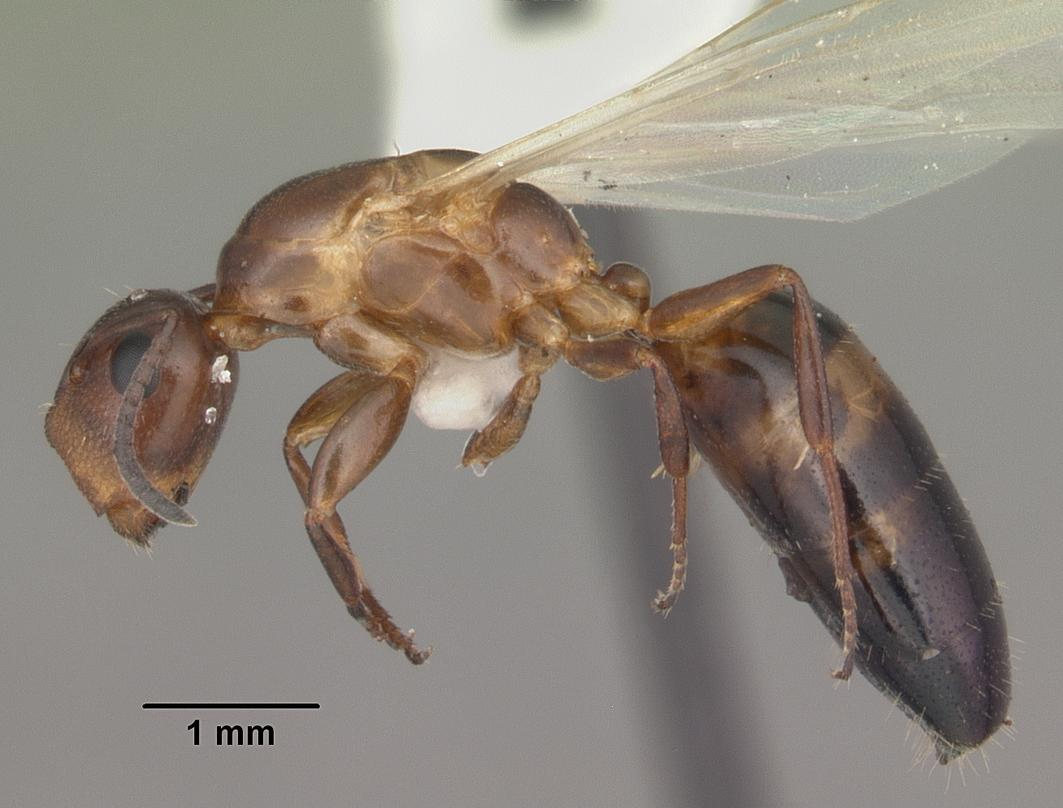
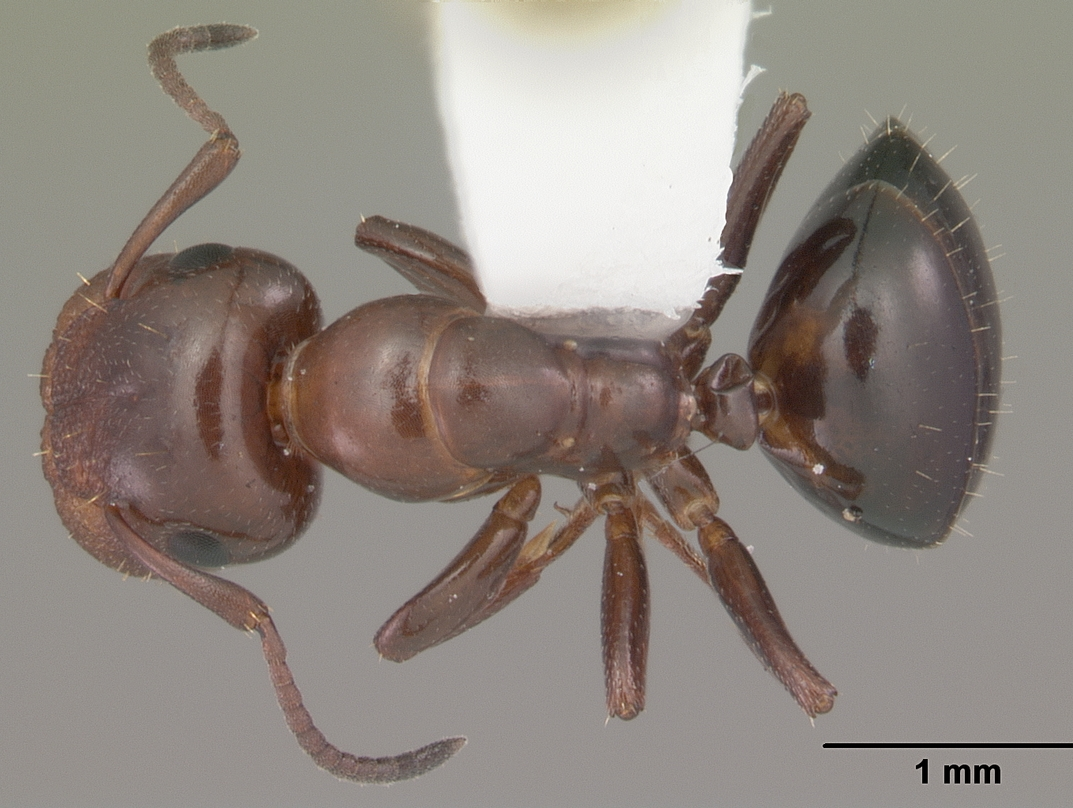
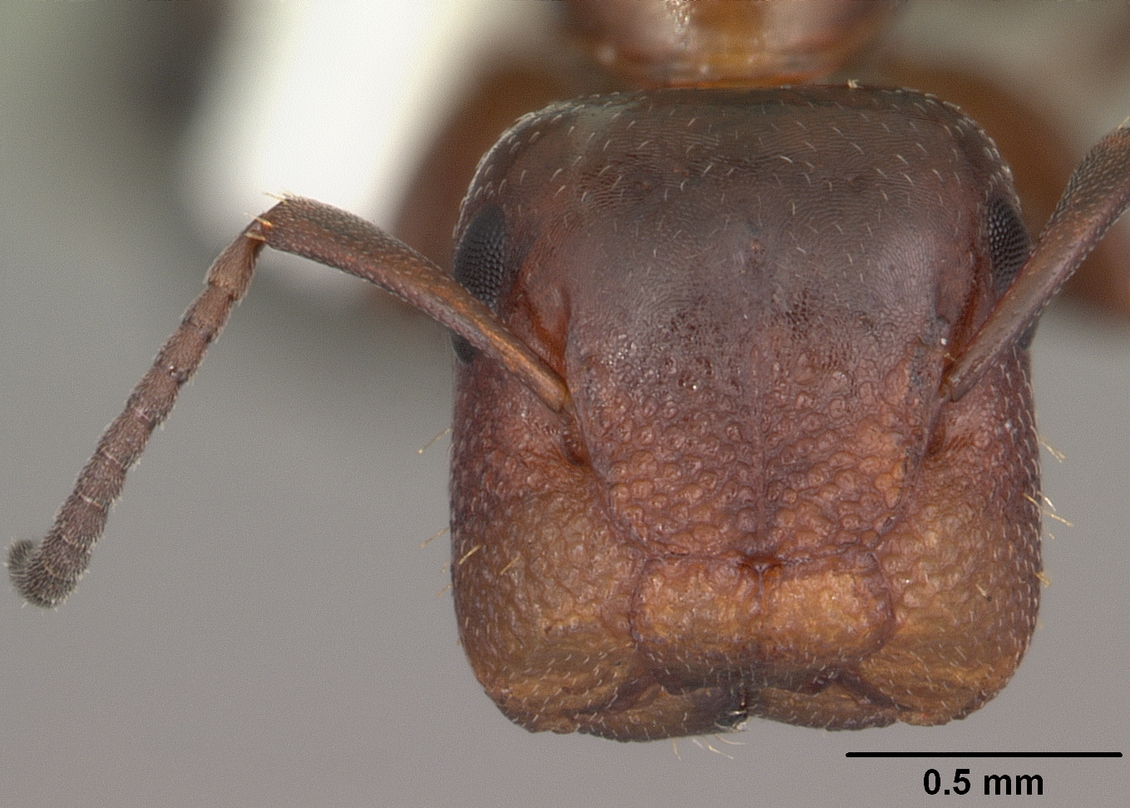